# Taavi Rõivas
Taavi Rõivas, né le 26 septembre 1979 à Tallinn, est un homme d'État estonien, membre du Parti de la réforme d'Estonie (ERE) et Premier ministre du 26 mars 2014 au 23 novembre 2016.
Très jeune conseiller ministériel à la fin des années 1990 puis au début des années 2000, il est élu maire d'arrondissement à Tallinn en 2004. L'année suivante, il rejoint le cabinet du nouveau Premier ministre Andrus Ansip, président du Parti de la réforme.
Il est élu député en 2007 et préside alors plusieurs commissions du Riigikogu. En 2012, il accède au gouvernement en tant que ministre des Affaires sociales.
Il est choisi en 2014 comme successeur d'Ansip, démissionnaire après 11 ans au pouvoir. Devenu Premier ministre, il change de partenaire de coalition et bâtit une majorité avec les sociaux-démocrates (SDE). Il assure sa reconduction après les élections de 2015 en élargissant son gouvernement aux conservateurs (IRL). Il perd toutefois leur soutien en 2016 et se trouve renversé par une motion de censure. Il annonce son retrait de la vie politique en octobre 2020.

## Biographie

### Un jeune conseiller ministériel
En 1997, il obtient le baccalauréat de l'École des sciences de Tallinn, et rejoint en 1998 le Parti de la réforme d'Estonie de Siim Kallas. Il est recruté un an plus tard par Märt Rask, ministre libéral de la Justice, comme conseiller. 
Il rejoint en 2002 le secteur privé, tout en obtenant le diplôme de bakalaureus (équivalent à la maîtrise) de sciences économiques et administration des affaires de l'université de Tartu. Il revient en politique dès 2003, en tant que directeur de cabinet de Paul-Eerik Rummo, ministre libéral de la Population et des Affaires ethniques.
Élu maire de l'arrondissement de Haabersti à Tallinn en 2004, il est nommé l'année suivante conseiller du nouveau Premier ministre libéral Andrus Ansip.

### Du Parlement au gouvernement
À l'occasion des élections législatives du 4 mars 2007, il est élu député au Riigikogu. Appartenant à la majorité parlementaire, il est porté à la présidence de la commission des Finances. Après les élections législatives du 6 mars 2011, il devient président de la commission des Affaires de l'Union européenne.
Le 11 décembre 2012, la démission du ministre de la Justice Kristen Michal conduit à un mini-remaniement ministériel qui lui permet d'être nommé ministre des Affaires sociales par Andrus Ansip.

### Premier ministre

#### Premier mandat
À la suite de la démission d'Ansip le 4 mars 2014, et au renoncement de Siim Kallas à lui succéder, il est pressenti, avec Hanno Pevkur et Urmas Paet, comme futur chef du gouvernement. Le 12 mars, il est choisi par le bureau du Parti de la réforme comme candidat au poste de chef du gouvernement.
Le 14 mars, Taavi Rõivas est chargé de former un nouveau gouvernement par le président de la République Toomas Hendrik Ilves, à l'issue d'une ultime rencontre au palais présidentiel en compagnie de Sven Mikser, président du Parti social-démocrate (SDE).
À peine six jours plus tard, l'ERE et le SDE signent un accord de coalition, qui prévoit notamment la création de deux postes de ministre, l'accroissement des allocations familiales et chômage, la hausse du revenu minimum d'assujettissement à l'impôt.
Se présentant au vote du Riigikogu le 24 mars, il obtient la confiance de l'Assemblée par 55 voix contre 36. Il présente son gouvernement au président Ilves et entre en fonction le 26 mars.

#### Second mandat
Candidat à sa succession aux élections du 1er mars 2015, il maintient l'ERE en première position avec 30 députés sur 101. Ce recul de trois sièges, combiné à celui du SDE qui perd quatre députés, le rend minoritaire au Riigikogu. Il négocie alors le ralliement de l'Union pour la patrie et Res Publica (IRL) à la majorité sortante. Il présente finalement son nouvel exécutif le 9 avril suivant, qui compte désormais quatorze ministres.
Le 9 novembre 2016, après que Rõivas a perdu le soutien de ses partenaires de coalition, le Parlement adopte une motion de censure par 63 voix pour et 28 voix contre, ce qui entraîne la chute du gouvernement et la démission du Premier ministre. Onze jours plus tard la présidente de la République Kersti Kaljulaid charge le président du Parti du centre d'Estonie (EKE) Jüri Ratas, qui a négocié le ralliement du SDE et de l'IRL, de former le nouveau cabinet.
Il annonce son retrait de la vie politique en octobre 2020.

### Vie familiale
Taavi Rõivas est marié à la chanteuse pop Luisa Värk, qui a tenté de représenter l'Estonie à l'Eurovision en 2008, et père d'une fille.